# Hanomag 2/10 PS

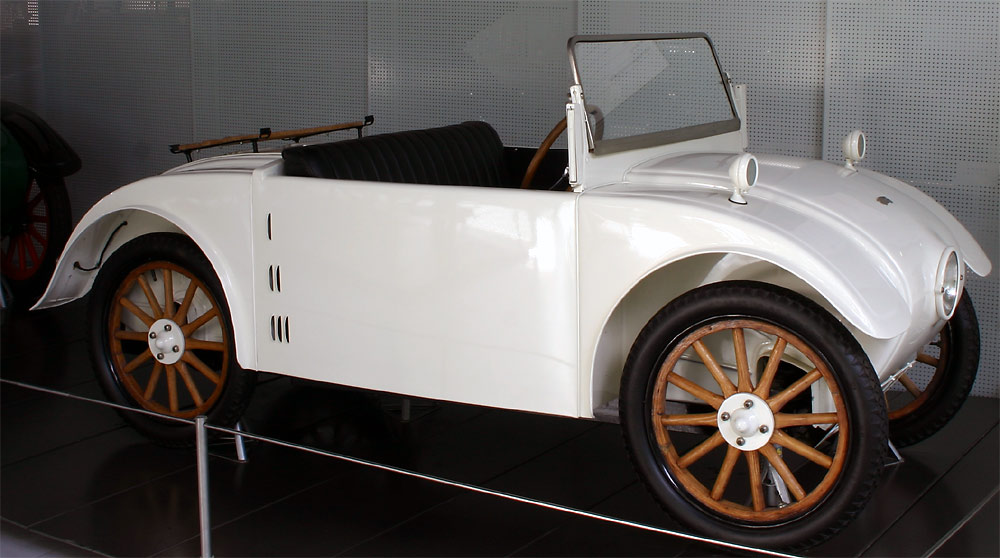
Hanomag 2/10 PS – Cabriolet „Kommissbrot“ (1927)

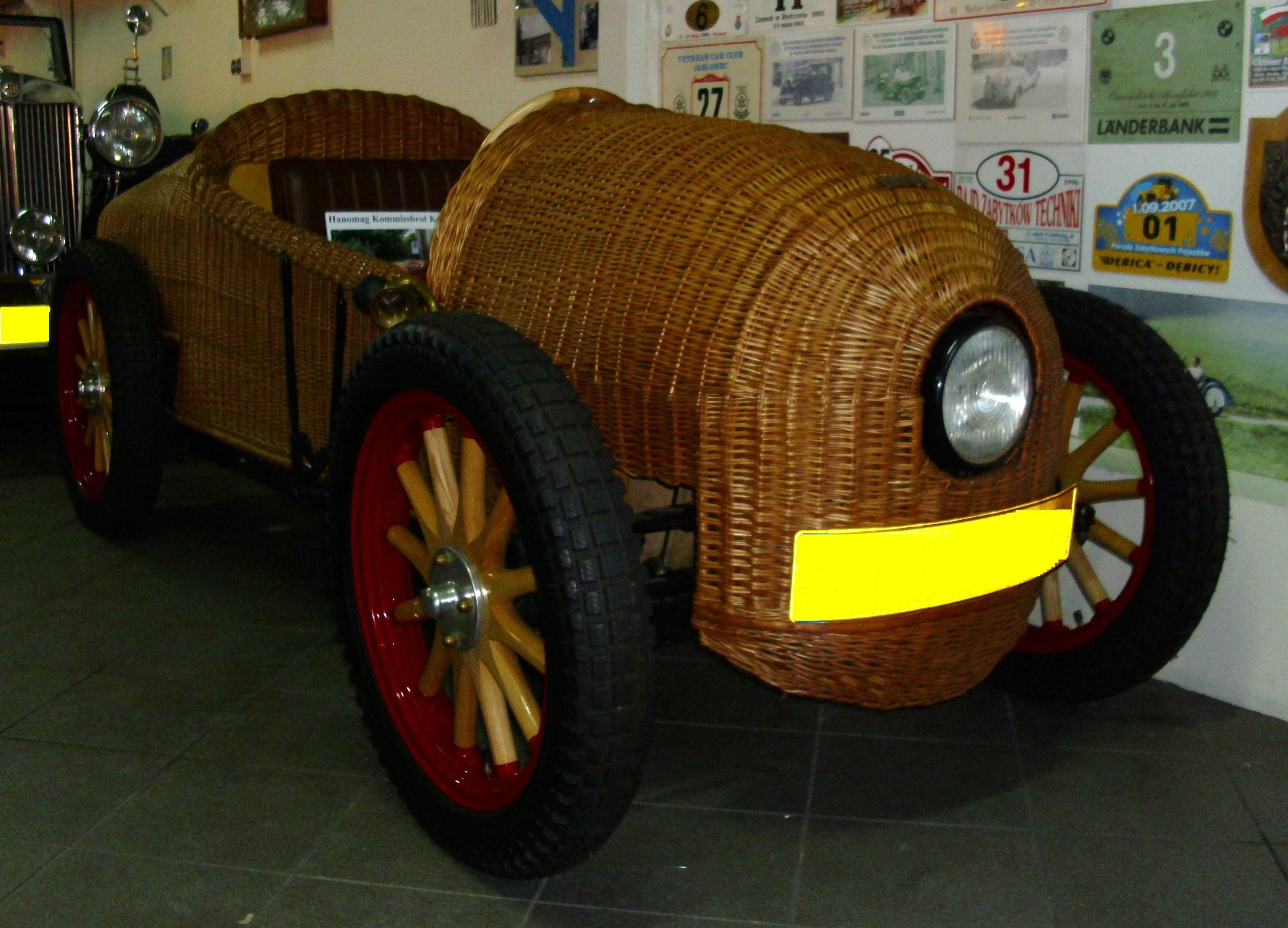
Hanomag 2/10 PS Korbrennwagen (Nachbau)

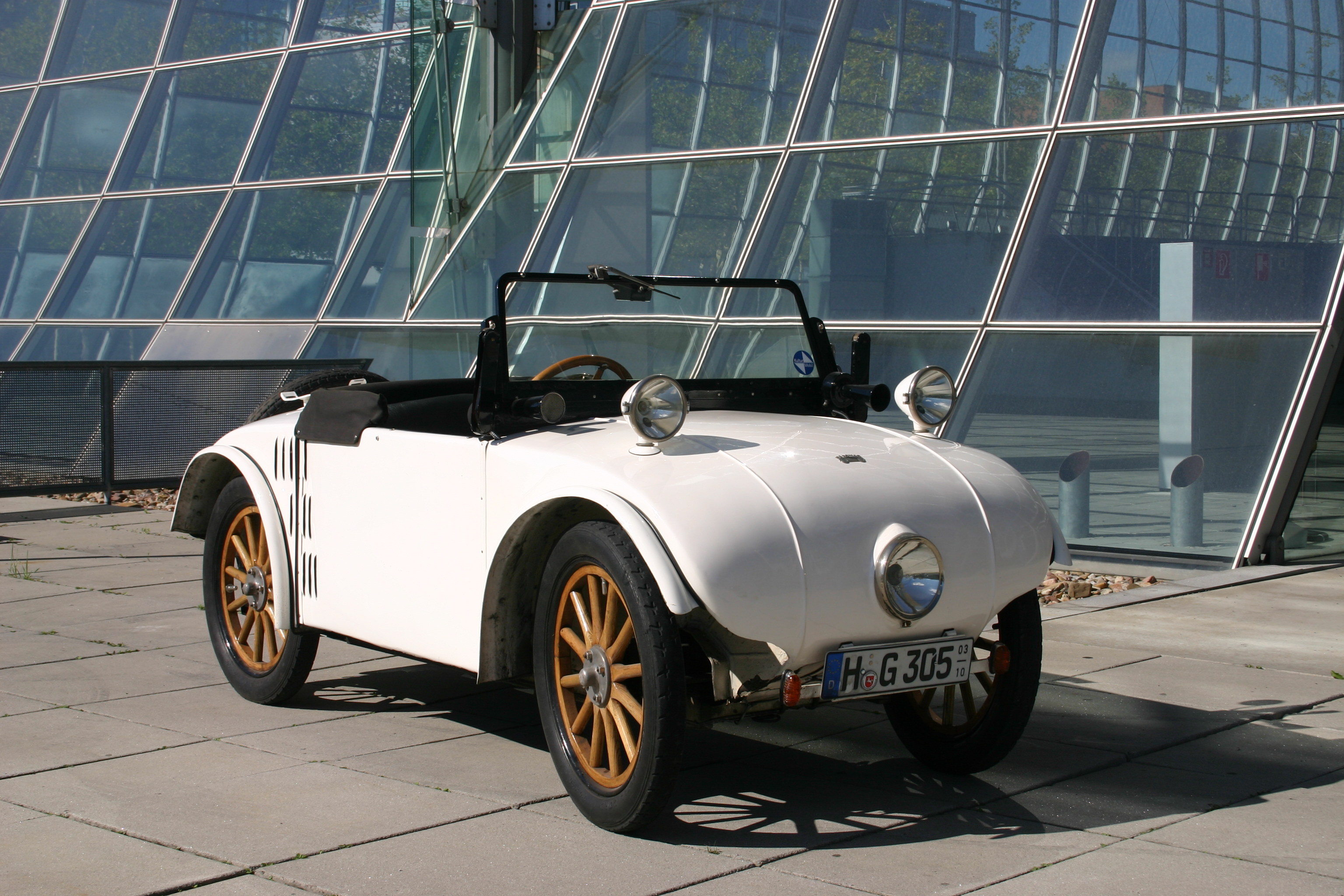
1925 Hanomag 2/10 PS Cabriolet Serie I mit integrierten Kotflügeln. Chassis No 3330

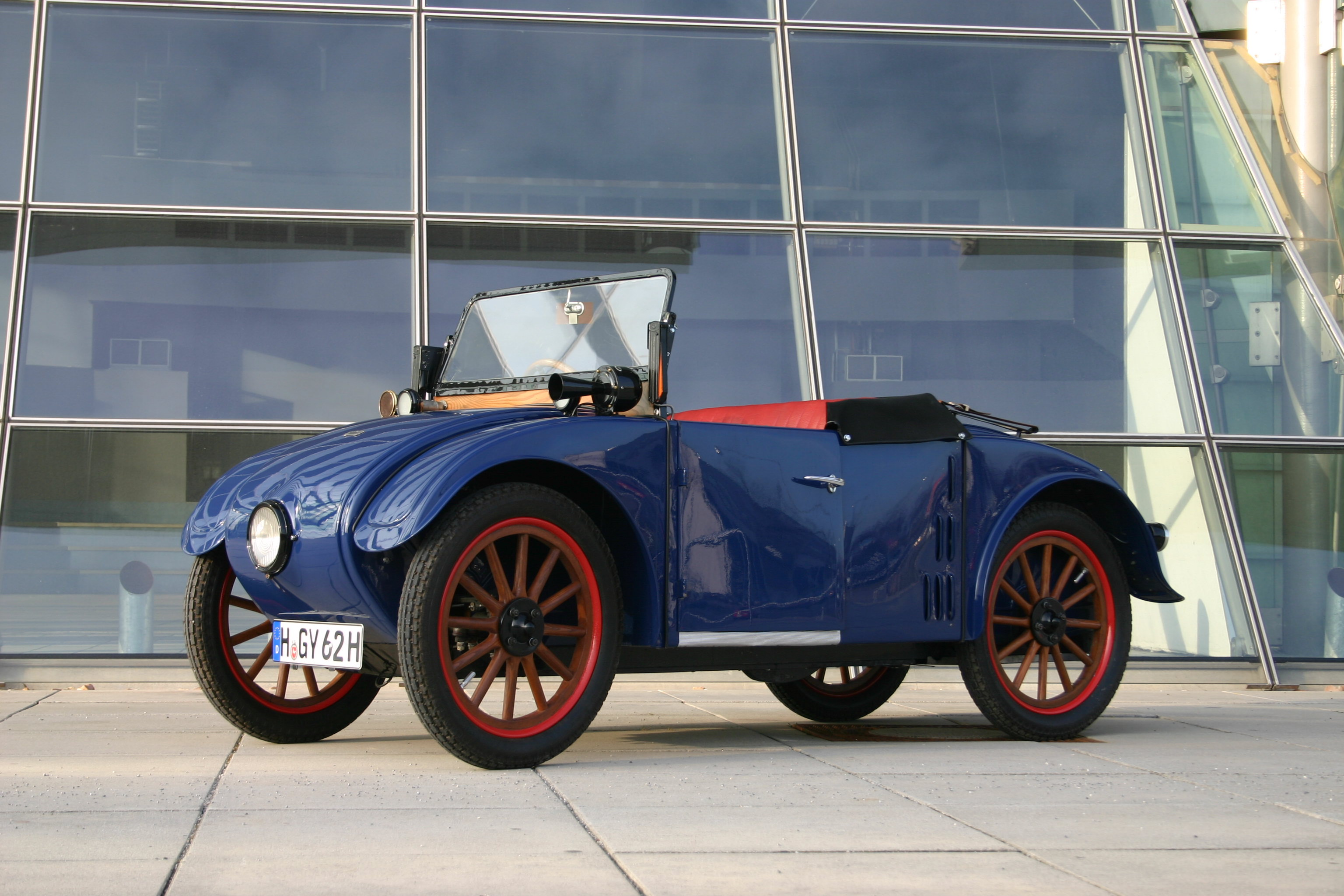
1927 Kommissbrot Cabriolet Serie II mit geschraubten Kotflügeln. Chassis No 10067

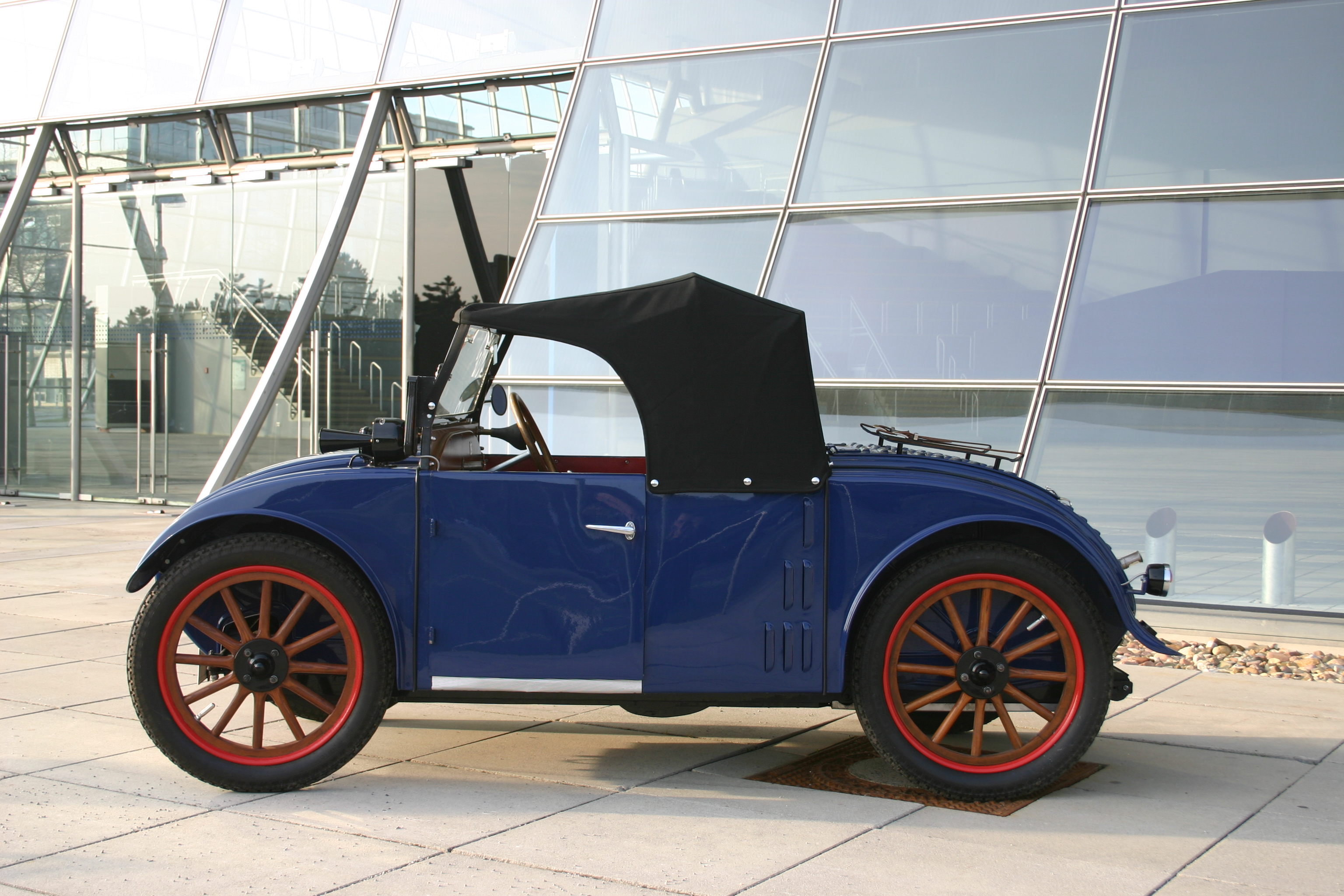
Derselbe 1927er Hanomag mit geschlossenem Klappverdeck

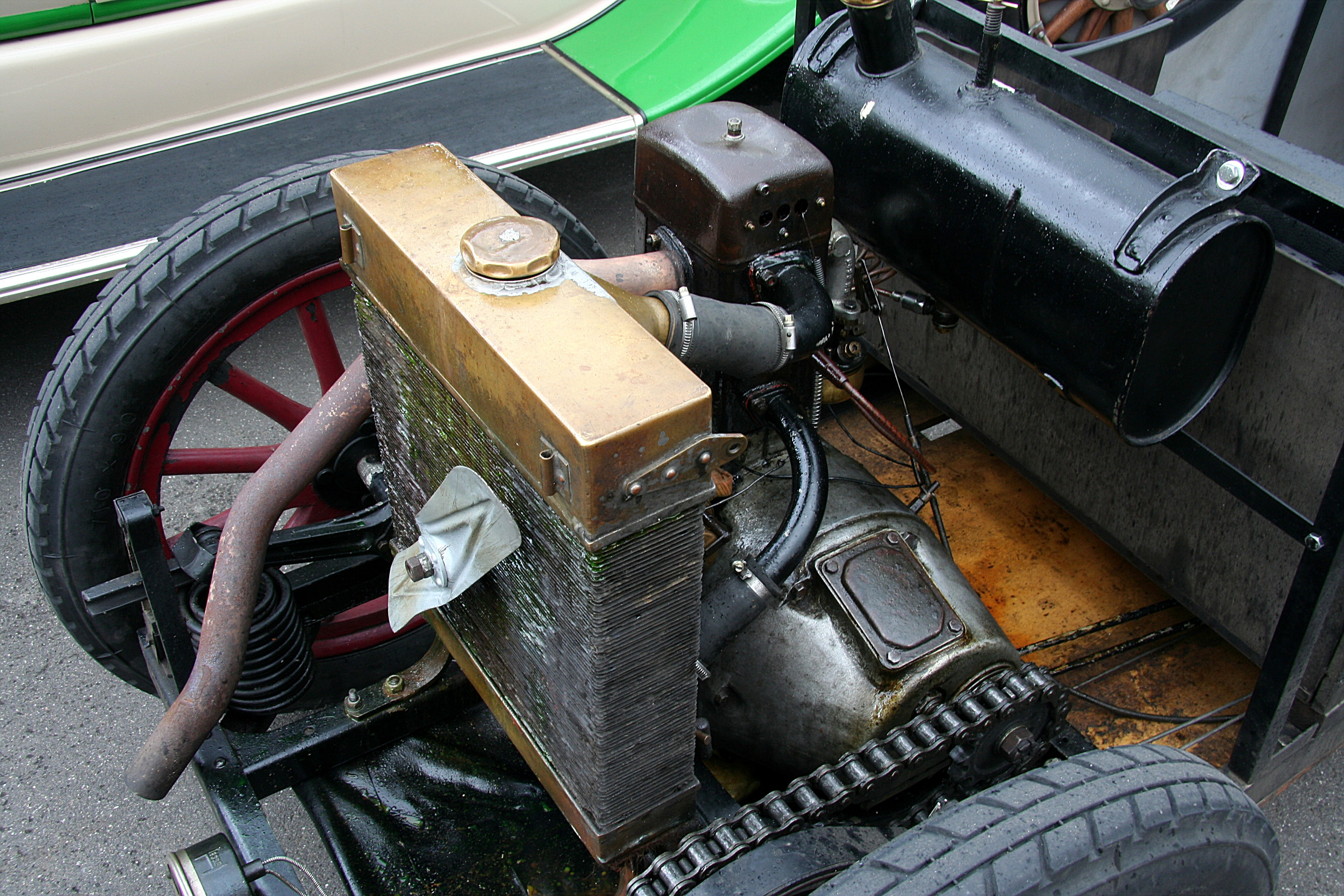
Antrieb des Kommissbrots

Der Hanomag 2/10 PS war ein Kleinwagen des deutschen Herstellers Hanomag aus Hannover.

## Beschreibung
Der von Karl Pollich, Fidelis Böhler und Hellmuth Butenuth entwickelte 2/10 PS wurde ab 1924 gefertigt und wegen der großen Nachfrage ab 1925 am Fließband montiert. Damit war er der zweite deutsche Kleinwagen, der in Fließbandfertigung gebaut und komplett in Deutschland entwickelt wurde. Zuvor kam bereits 1924 der Opel Laubfrosch vom Fließband. Der revolutionäre, aber auch vielfach belächelte 2/10 PS hatte wegen seiner Form den Spitznamen „Kommissbrot“. Sein quer vor der Hinterachse eingebauter Einzylinder-Viertaktmotor mit 502 cm³ Hubraum (nach Steuerformel: 499 cm³) und 10 PS (7,35 kW) trieb über ein Dreiganggetriebe mit Kulissenschaltung und eine Kette die Hinterachse mit starrem Durchtrieb bzw. ohne Differenzial an. Durch diese Art der Hinterachse war nur eine Bremstrommel notwendig, wobei die Fußbremse als Innenbackenbremse wirkte, die Handbremse als Bandbremse außen. Die Schwingungen des Motors führten im Leerlauf zu einer unangenehm hüpfenden Bewegung. Die Vorderräder waren an zwei übereinanderliegenden Querblattfedern aufgehängt, die hintere Starrachse hing an Längslenkern mit Schraubenfedern. Zur Stoßdämpfung rieben die Achsträger mit einem Reibbelag an hinten am Rahmen befestigten Achsführungen.
Mit einem Kraftstoffverbrauch von 4,0 Litern auf 100 Kilometer war er das sparsamste Großserienauto, das in der Zwischenkriegszeit produziert wurde. Das lag daran, dass er in dieser Zeit das einzige Großserienauto mit kleinem Einzylindermotor war.
Der zweisitzige Wagen wog nur 370 kg und erreichte eine Spitzengeschwindigkeit von 60 km/h, die Rennausführung 90 km/h. Er hatte nur einen Scheinwerfer (erst ab 1931 schrieb eine Gesetzesänderung in Deutschland zwei Scheinwerfer vor). Die sonst üblichen Kotflügel und Trittbretter fehlten, um Platz für die Insassen zu gewinnen, wodurch der Hanomag 2/10 PS zum ersten bekannten Automobil der Welt mit Pontonform wurde. Um hohe Karosseriesteifheit zu erreichen, hatte das rechtsgelenkte Kommissbrot nur auf der linken Seite eine Tür. Der als Limousine, Cabriolet und Landaulet lieferbare Wagen kostete je nach Ausführung knapp unter 2000 bis 2500 Reichsmark. Bis 1928 wurden 15.775 Stück produziert. Obgleich das Fahrzeug von der Konzeption her eine gebrauchsfähige Lösung des Kleinwagenproblems darstellte, erzielten die teureren „richtigen“ kleinen Autos wie der Dixi 3/15 oder der Opel Laubfrosch größere Verkaufserfolge.
Redewendung: Ein Kilo Blech, ein Kilo Lack – und fertig ist der Hanomag!

## Technische Daten
| Typ                      | 2/10 PS                             |
| Bauzeitraum              | 1925–1928                           |
| Aufbauten                | R2, L2, Cb2, Ld2                    |
| Motor                    | 1 Zylinder stehend 4-Takt (im Heck) |
| Ventile                  | hängend (ohv)                       |
| Bohrung × Hub            | 80 mm × 100 mm                      |
| Hubraum                  | 502 cm³                             |
| Leistung                 | 10 PS (7,4 kW) bei 2500/min         |
| Verdichtung              | 6 : 1                               |
| Verbrauch                | 4 l/100 km                          |
| Getriebe                 | 3-Gang und Rückwärtsgang            |
| Höchstgeschwindigkeit    | 60 km/h                             |
| Leergewicht              | 370–430 kg                          |
| Zulässiges Gesamtgewicht | 570–630 kg                          |
| Elektrik                 | 6 Volt                              |
| Länge                    | 2780 mm                             |
| Breite                   | 1180 mm                             |
| Höhe                     | 1600 mm                             |
| Radstand                 | 1920 mm                             |
| Spur vorne/hinten        | 1040 mm/910 mm                      |
| Wendekreis               |                                     |
| Reifengröße              | 27" × 3,5" ND                       |

- L2 = 2-sitzige Limousine
- R2 = 2-sitziger Roadster
- Cb2 = 2-sitziges Cabriolet
- Ld2 = 2-sitziges Landaulet

## Motorsport
Drei Hanomag 2/10 PS nahmen am 19. Juni 1927 in der Klasse bis 750 cm³ am Eröffnungsrennen des Nürburgrings teil. Der Fahrer Hellmuth Butenuth bewältigte die 12 Runden bzw. 340,8 km auf der Gesamtstrecke in 5:36:19,4 Stunden, was einer Durchschnittsgeschwindigkeit von 60,8 km/h entsprach. Die beiden anderen Hanomag fielen aus. Die Wagen waren Rennausführungen mit freistehenden Rädern und ohne die typische Karosserie; sie hatten lediglich eine Bugverkleidung.

Rennversion des Hanomag 2/10 PS
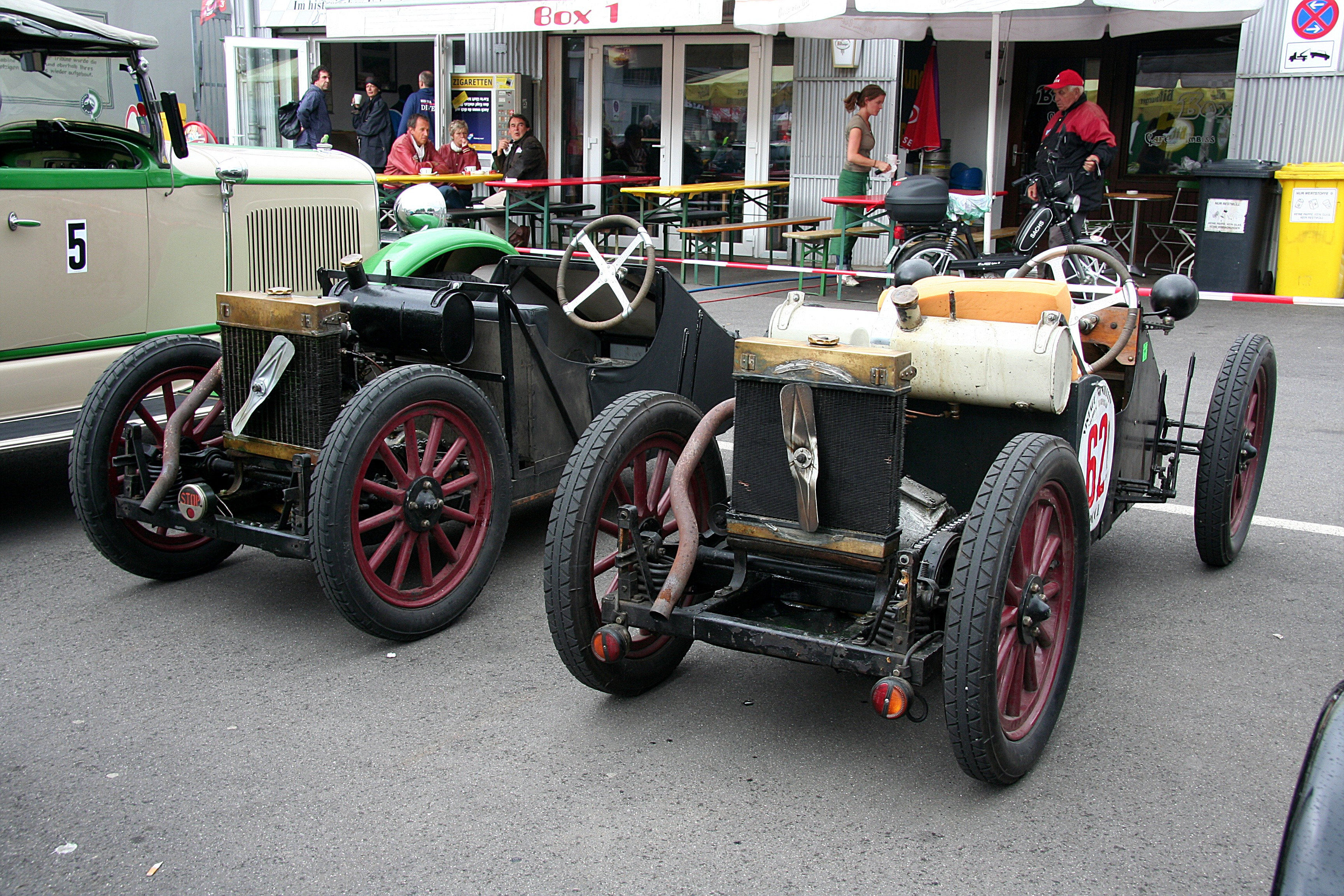
2007 beim Oldtimer Festival des DAMC 05
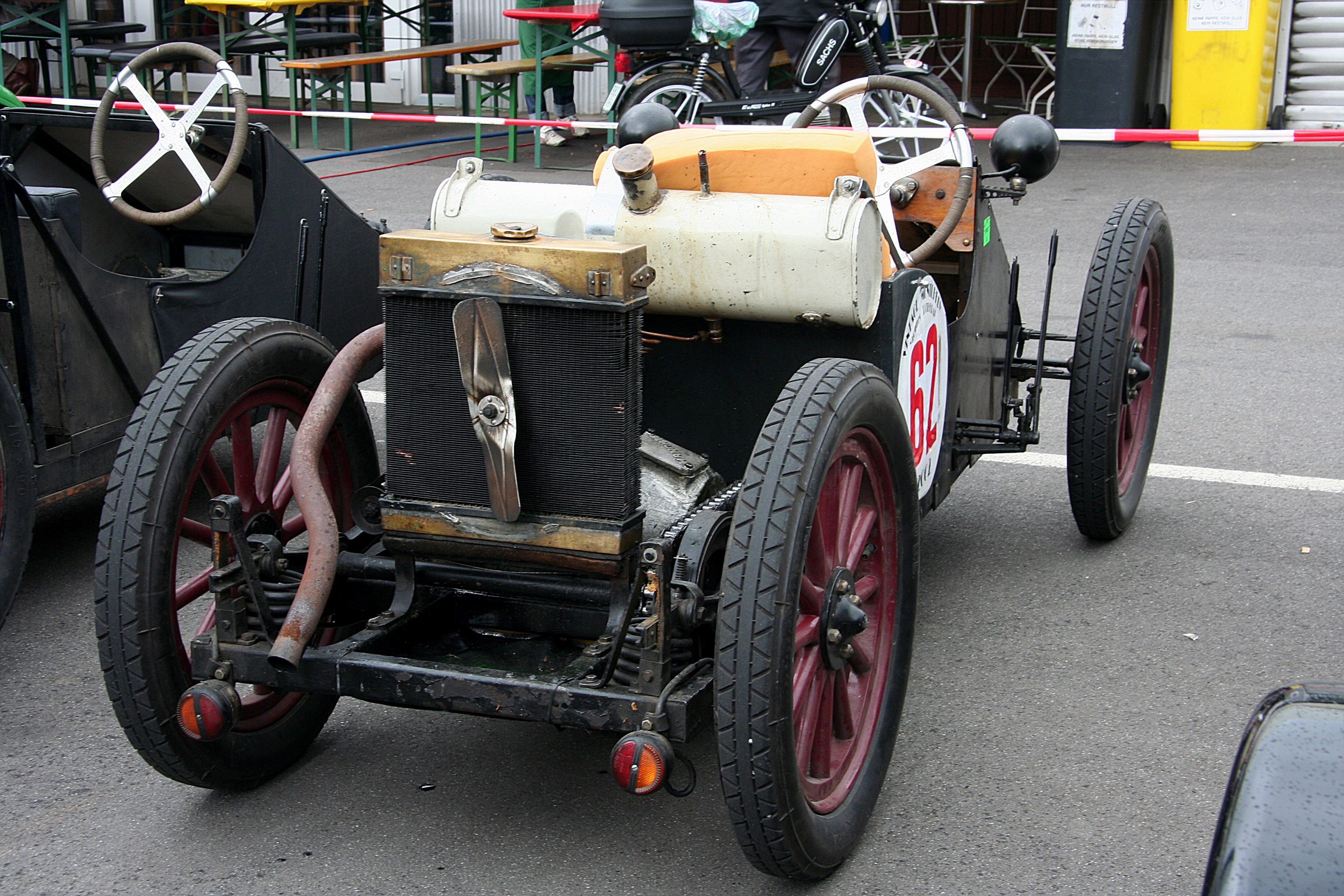
Im historischen Fahrerlager des Nürburgrings
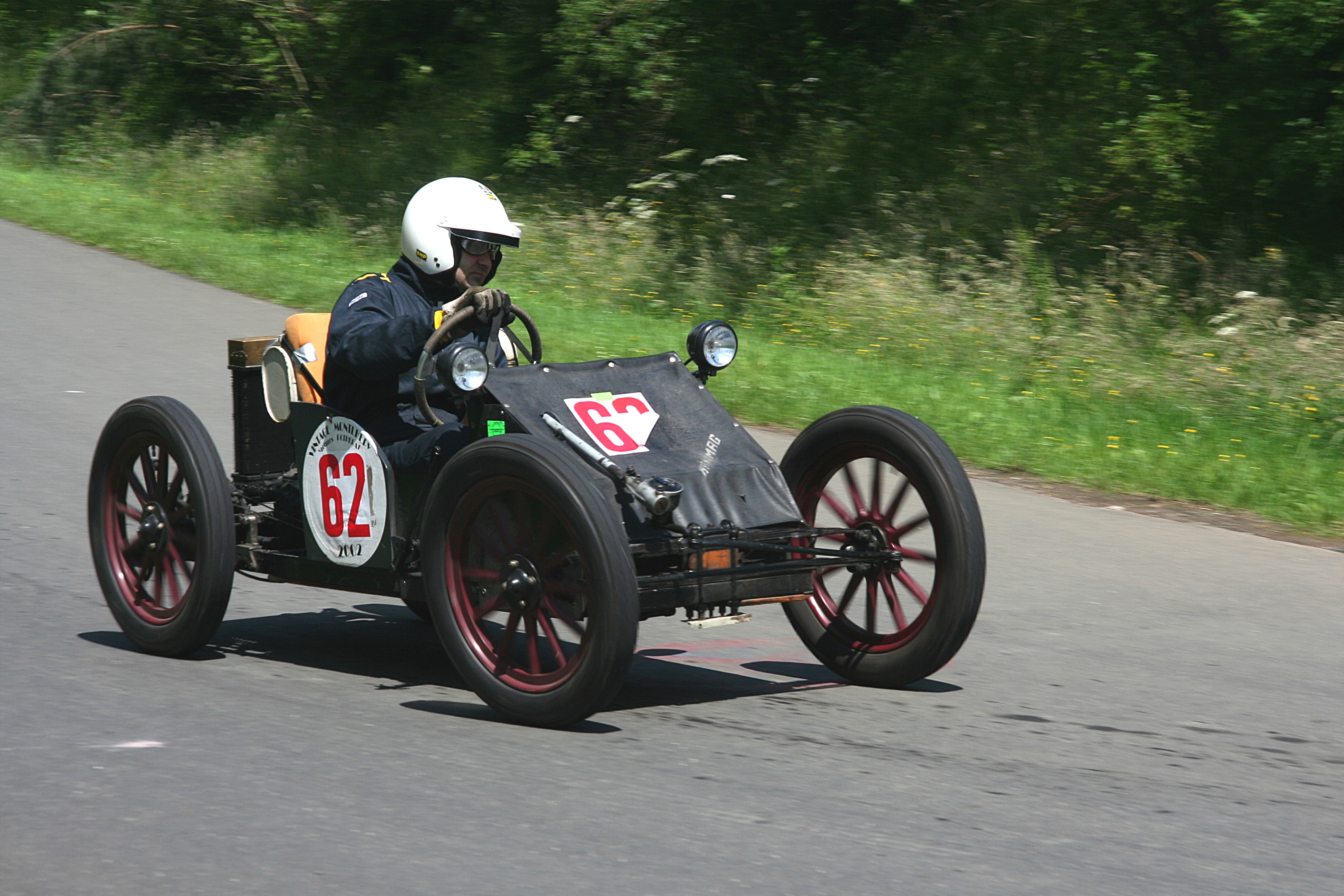
Auf der Nürburgringsüdschleife

## Sonstiges
In dem deutschen Film Der grüne Bogenschütze nach dem gleichnamigen Roman fährt der Reporter Spike Holland, gespielt von Eddi Arent, einen weißen Hanomag 2/10 PS Cabrio.
Der Hanomag 2/10 PS kann z. B. in Einbeck im PS.Speicher besichtigt werden. Auch in den Räumlichkeiten der Siegfried-Grösche-Stiftung in Alfeld, die den kleinen Hanomag im Logo trägt,  ist dies möglich. Das dortige „Kommißbrot“ war seit 1930 im Besitz der Familie Grösche und ging 2001 in die Stiftung über. Im Spätsommer 2016 kehrte es nach längerer Standzeit auf die Straßen in und um Alfeld zurück.